# Miguel Ângelo Lupi
 (juillet 2020).
Le contenu est difficilement compréhensible vu les erreurs de traduction, qui sont peut-être dues à l'utilisation d'un logiciel de traduction automatique.
Miguel Ângelo Lupi (Lisbonne, 8 mai 1828 - Lisbonne, 26 février 1883) est un professeur de peinture historique de l'académie des beaux-arts de Lisbonne (pt) et un des plus distingués peintres portugais de l'époque romantique.

## Biographie
Miguel Ângelo Lupi est né à Lisbonne dans la freguesia de Lapa, le 8 mai 1826, fils de Francisco Lupi (d'origine italienne) et de Maria Soriana do Carmo (morte le 19 avril 1836 dans la freguesia de São Paulo, à Lisbonne). Ayant jeune la vocation des arts visuels, il s'est inscrit dans l'académie des beaux-arts de Lisbonne le 4 février 1841 pour suivre des cours de dessin historique.
Étudiant talentueux, il reçoit un prix de 1841 à 1843. Après avoir terminé ses études, malgré son talent, il ne réussit pas à vivre de sa production artistique, en mai 1849 il décroche un emploi à l'imprimerie nationale de Lisbonne comme assistant trésorier.
Il ne quitte pas cet emploi et continue de peindre, jusqu'en avril 1851, date à laquelle il est transféré comme trésorier dans l'organisation des fermes de la province d'Angola, à Luanda. Il reste dans cette ville jusqu'en 1853, avant de repartir le 27 septembre de la même année à Lisbonne.
Il reste employé par le fisc, puisque le 12 octobre 1855 il est nommé aspirant de deuxième classe de l'administration des fermes du district de Porto. En dépit du décret qui le nomme, il n'a jamais exercé cette charge, puisqu'il est transféré le 24 du même mois comme aspirant deuxième classe de la direction du tribunal des finances, à Lisbonne. Il est nommé par le décret du 26 août 1859 assistant de ce tribunal.
Miguel Lupi, sans cesser d'exercer ses fonctions de fonctionnaire administratif, n'a jamais lâché le pinceau et la palette. Fonctionnaire du tribunal des finances, il est chargé, fin 1859, de peindre le portrait du roi Pierre V pour la salle d'audience de cette institution, œuvre qui encore aujourd'hui figure dans une de ces salles. Face au succès du portrait et à la reconnaissance comme artiste que cette œuvre lui apporte parmi les hautes sphères de l'État, le gouvernement de cette époque décide de lui accorder une pension afin qu'il étudie en Italie.
Finalement, à 34 ans, muni de cette bourse gouvernementale, Miguel Ângelo Lupi peut se dédier entièrement à la peinture. Il part en 1860 pour Rome, où il étudie la peinture avec les meilleurs maîtres italiens de l'époque. Comme les autres artistes de ce temps qui allaient en Italie pour apprendre et se perfectionner, Miguel Lupi s'entraîne en copiant les œuvres d'artistes célèbres, comme Titien, Le Corrège, Andrea del Sarto et Diego Vélasquez. Il reste dans cette ville jusqu'en novembre 1863, date à laquelle il rentre à Lisbonne.
Le premier tableau de la collection qu'il a peint à Rome a pour titre Dom João de Portugal et a pour sujet la scène finale du deuxième acte du drame Frei Luís de Sousa, de Almeida Garrett. Avec cette œuvre, il se révèle un grand peintre historique, d'après les mots enthousiastes de Pinheiro Chagas, « un homme destiné à arracher des ombres de l'histoire les figures qui s'agitent au premier plan et les faire revivre sur la toile ».
En 1863, l'année du scandale parisien de l'exposition publique de Olympia de Manet, Miguel Lupi candidate à la chaire de peinture historique de l'académie des Beaux-Arts de Lisbonne, en exécutant pour le concours une toile qu'il appelle un baiser de Judas. Le public cultivé de la capitale salue avec enthousiasme sa nomination, le 15 février 1864, comme professeur intérimaire de l'institution. À partir de là, il peut se consacrer définitivement à l'étude de la peinture historique, qui est son thème de prédilection.
À partir de là, Miguel Lupi devient l'artiste préféré de la bourgeoisie lisboète. Aux expositions de la société promotrice des Beaux-Arts, réalisées en 1863 et 1864, les visiteurs se pressent autour de ses tableaux. À cette dernière exposition, le tableau Esperança e Saudade (espoir et saudade) conquit les critiques.
En 1867, il est chargé d'aller à Paris, en tant que commissaire du gouvernement, inspecter les travaux du monument au roi Pierre IV qui y étaient en cours de réalisation, desquels il élabore un rapport circonstancié, publié à Lisbonne. C'est sa seule mission officielle après avoir été nommé lecteur de l'académie des Beaux-Arts de Lisbonne.
Quelque temps après son retour de Paris, il est nommé professeur effectif de la chaire de peinture historique, et commence, en plus de sa charge d'enseignement, à produire des portraits des principales figures de la société portugaise. Il est considéré comme « un portraitiste de premier ordre qui jette la ressemblance sur toile avec une facilité surprenante ».
Ses tableaux sont exposés au public à l'exposition de Madrid en 1871, la composition intitulée Mãe (Mère) recevant un prix. Il reçoit aussi un prix à l'exposition universelle de Paris, en 1878, en pleine expansion du mouvement impressionniste, avec le tableau As Lavadeiras do Mondego (Les blanchisseuses du Mondego). 
Il meurt à Lisbonne, 218 rue de São Bento, le 26 février 1883, à 56 ans, sa mort ayant été durement ressentie. L'enterrement a lieu le 28 février au  Cimetière de Prazeres. Pinheiro Chagas publie dans l'Occidente (volume VI, 1883) une biographie exhaustive du peintre. Ensuite en 1883, tout de suite après sa mort, l'académie des Beaux-Arts réalise un hommage posthume, avec une exposition rétrospective et une vente aux enchères dont le catalogue nous est parvenu.
Les œuvres de Miguel Lupi sont présentes dans les principaux musées portugais et chez diverses institutions officielles, pour lesquelles le peintre a peint des portraits et des scènes historiques. Les travaux de Miguel Ângelo Lupi s'éloignent de la peinture romantique caractéristique des peintres portugais de son époque, en s'approchant des nouvelles tendances de la deuxième moitié du XIXe siècle. Bien que les lignes fondamentales de son travail ont mis en valeur les riches et célèbres personnes de son temps, Lupi peint aussi des scènes d'intérieur, de la vie de famille, et des thèmes historiques, par exemple Marquês de Pombal examinando o projecto da reconstrução de Lisboa (Le Marquis de Pombal examinant le projet de reconstruction de Lisbonne), son dernier tableau. Il fait aussi la peinture de costumes, en montrant les aspects de la société portugaise de son temps.   
Une rue de Lisbonne est nommée en son honneur.

## Œuvre picturale

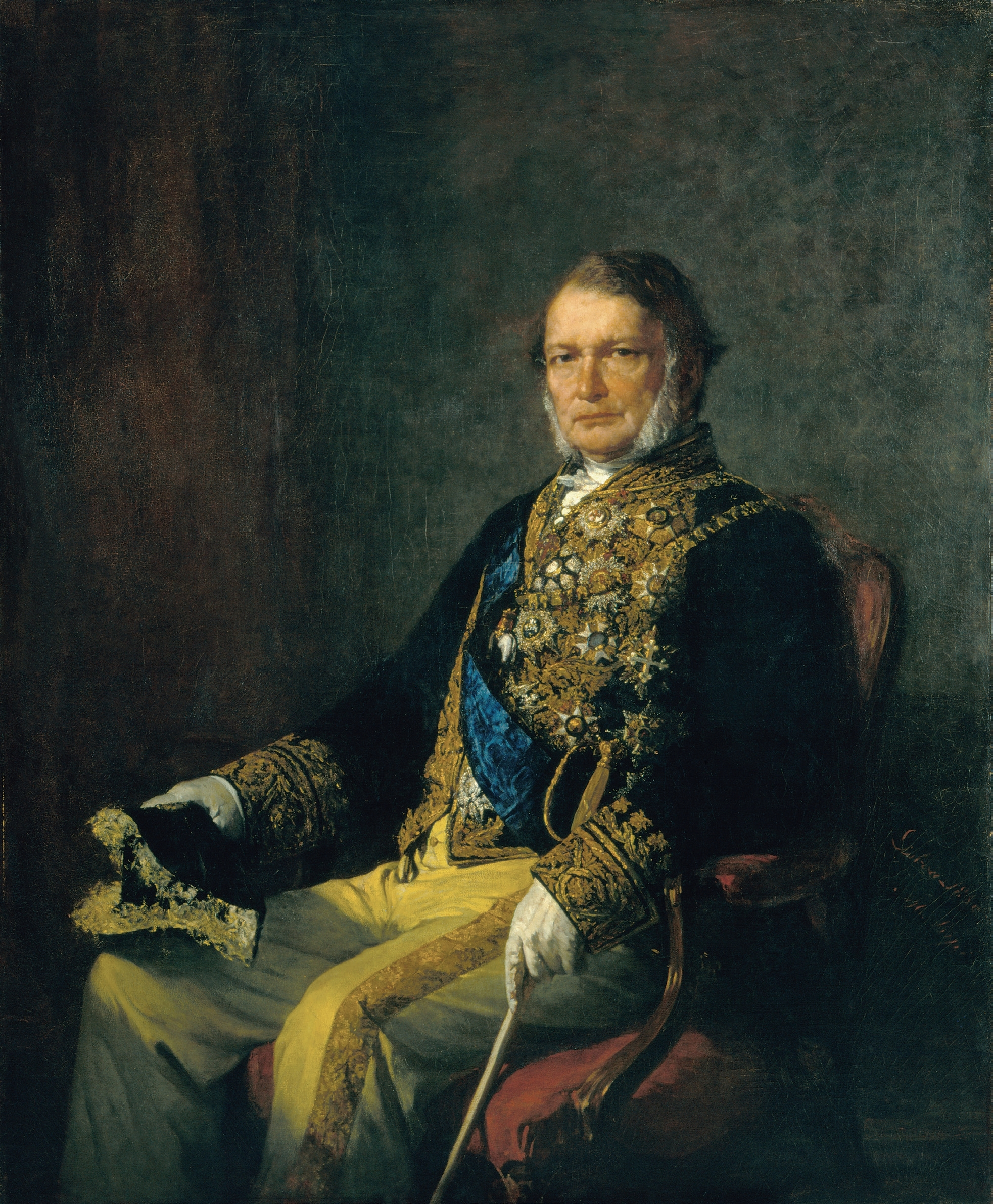
António José de Ávila, dessiné par Miguel Lupi (1880).

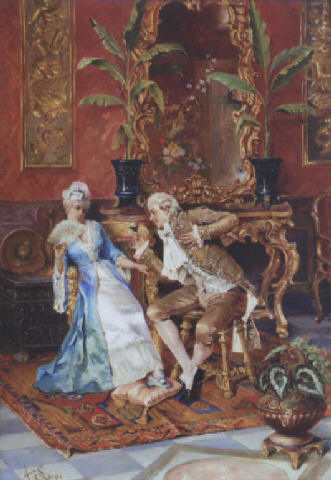
Galanterie, 1881.

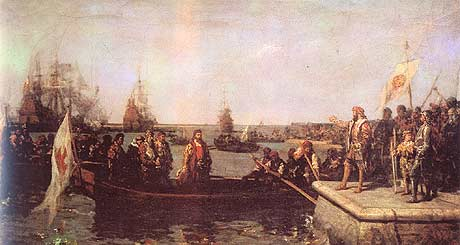
Brouillon de Vasco de Gama

L'œuvre de Miguel Lupi est vaste et couvre une variété de genres. La liste suivante, loin d'être exhaustive, regroupe les principales œuvres en accord avec le thème.
- Portraits:
  - 1873 – António Feliciano Castilho
  - 1874 – Première Marquise de Belas
  - 1878 – D. Maria das Dores Martins, mère de Sousa Martins
  - 1880 – António José de Ávila, premier duc de Ávila et Bolama
  - Louis Ier
  - Ferdinand II
  - Wisse Dahi
  - António Sebastião Valente, archevêque de Goa
  - José da Costa Pereira et ses fils
  - Cândida de Castilho, deuxième vicomtesse de Castilho
  - Maria da Piedade Correia de Lacerda Lebrim, marquise de Belas
  - Francisco Joaquim Ferreira do Amaral
  - José Rodrigues Penalva, premier vicomte de Penalva de Alva
  - Comtesse de Gerás do Lima
  - João António Gomes de Castro, deuxième comte de Castro
  - Filipe de Sousa Folque
  - João de Magalhães Colaço Moniz Veslasques Sarmento, deuxième vicomte de Condeixa
  - Raimundo António de Bulhão Pato
  - Manuel Venâncio Deslandes
  - Marquise du Faial
  - João Lupi
  - Matoso da Camada
  - Emília Adelaide
  - Augusto Rosa
  - Maria Joaquina da Rocha Castro, première baronne de Folgosa
  - Veiga Barreira
  - Compositions historiques, de genre, ou de paysage :
  - 1883 – Marquis de Pombal examinant le projet de reconstruction de Lisbonne, tableaux commandé par la mairie de Lisbonne pour sa salle de sessions.
  - Camões meditant
  - Egas Moniz devant le Roi de Castille
  - Mort de Maria Teles
  - Le Baiser de Judas
  - Sérénade Napolitaine
  - Affuteur de Coimbra
  - L'aumaune de l'Esprit Saint
  - Le teinteur, acquis par le roi Luís I de Portugal
  - L'attente
  - Lecture d'une carte
  - La couturière
  - Confidence
  - Sauvez-le !, vendu à Londres
  - Fort de Guia
  - Les deux esclaves (propriété de Serpa Pinto)
  - Le crépuscule
  - La famille
  - Lesson de bordée
  - Brouillon de Vasco de Gama
  - Carte de Egas Moniz

En plus des œuvres précédentes, il en existe beaucoup d'autres dispersées dans des musées et collections particulières, certaines plus pertinentes que les précédentes. Le musée du Chiado, à Lisbonne, en a quelques-unes en exposition permanente. La mairie de Lisbonne possède dans sa salle de session la dernière œuvre de Miguel Lupi, intitulée le marquis de Pombal examinant le projet de reconstruction de Lisbonne qui peut se visiter.

## Œuvre publiée
- Catalogue des projets pour le monument de sa majesté impériale Pierre IV, reçu en vertu du concours ouvert le 28 mars 1864 par la commission nommée pour s'occuper du monument, Lisbonne, 1865 (avec une estampe lithographiée reproduite dans plusieurs numéros de la Gazette du Portugal).
- La réforme de l'académie royale des Beaux-Arts de Lisbonne.
- Catalogue des tableaux, aquarelles et dessins, œuvres du défunt Miguel Angelo Lupi, Lisbonne, 1883 (posthume). Utilisé aux enchères réalisées chez l'académie des Beaux-Arts de Lisbonne le 16 décembre 1883.